# Абрамович, Виктор Львович
Ви́ктор Льво́вич Абрамо́вич (1890—1938) — советский партийный деятель и педагог. Ректор Государственного дальневосточного университета (1928—1930). Директор Дальневосточного политехнического института (1930—1937).

## Биография
Родился в 1890 году в Иркутске. По национальности еврей.
В 1913 году окончил гимназию экстерном, затем четыре года учился на юридическом факультете Харьковского университета. 
В 1919 году был призван в армию А.В. Колчака, вскоре оттуда дезертировал. В 1921 году вступил в ВКП(б). В 1920-е годы был на партийной работе в Благовещенске и Чите, заведовал отделом агитации, пропаганды и печати Дальневосточного краевого комитета ВКП(б). 
В конце 1928 года был назначен ректором Государственного дальневосточного университета (ГДУ). Читал в ГДУ лекции по курсу ленинизма, заведовал кафедрой ленинизма. В 1930 году, после расформирования ГДУ, стал первым директором созданного на его базе Дальневосточного государственного политехнического института (ДВПИ), одновременно заведовал кафедрой социально-экономических наук. 
10 августа 1937 года арестован по обвинению в антисоветской деятельности, отстранён от должности директора и исключён из партии. 8 апреля 1938 года приговорён к высшей мере наказания, в тот же день расстрелян. Реабилитирован 26 мая 1959 года.